# Radio Bemba Sound System
Radio Bemba Sound System ist das 2002 erschienene sowie erste Livealbum in der Solokarriere von Manu Chao. Es ist die begleitende CD zur Live-DVD Babylonia en Guagua, die am 4. und 5. September 2001 im Rahmen der Tournee von Próxima Estación: Esperanza gefilmt wurde. Viele der Lieder auf Radio Bemba Sound System, wie z. B. "Machine Gun", "Peligro", "Mala Vida", "King Kong Five" und "The Monkey" sind Songs, die eigentlich von Manu Chaos vorheriger Band, Mano Negra, eingespielt wurden.
Radio Bemba Sound System ist auch der Name von Manu Chaos Begleitband. "Radio bemba" ist ein Begriff der kubanischen Umgangssprache für "Gerüchteküche," wobei "bemba" "Lippe" bedeutet. Der Ausdruck "sound system" ist in diesem Kontext wahrscheinlich eine Anspielung auf die jamaikanische Soundsystem-Kultur.

## Titelliste
1. Intro
2. Bienvenida a Tijuana
3. Machine Gun
4. Por Donde Saldra el Sol?
5. Peligro
6. Welcome to Tijuana
7. El Viento
8. Casa Babylon
9. Por el Suelo
10. Blood and Fire
11. EZLN... Para Tod@s Todo...
12. Mr Bobby
13. Bongo Bong
14. Radio Bemba
15. Que Paso Que Paso
16. Pinocchio (Viaggio In Groppa Al Tonno)
17. Cahi en la Trampa
18. Clandestino
19. Rumba de Barcelona
20. La Despedida
21. Mala Vida
22. Radio Bemba
23. Que Paso Que Paso
24. Pinocchio (Viaggio In Groppa Al Tonno)
25. La Primavera
26. The Monkey
27. King Kong Five
28. Minha Galera
29. Promiscuity